# Scyllaea pelagica
Scyllaea pelagica is een slakkensoort uit de familie van de Scyllaeidae. De wetenschappelijke naam werd gepubliceerd in 1758 door Carl Linnaeus in de tiende editie van Systema naturae.